# NGC 4880
NGC 4880 (другие обозначения — UGC 8109, MCG 2-33-47, ZWG 71.94, PGC 44719) — галактика в созвездии Дева.
Эта линзовидная галактика имеет морфологический тип SA(r)0+. В её профиле поверхностной яркости наблюдается "излом", то есть экспоненциальный масштаб профиля во внутренней части больше, чем в наружной. Излом расположен в 6,5 кпк от центра галактики. Во внутренней части диска наблюдается подобие туго закрученной, слабо выраженной спиральной структуры. В галактике не наблюдается выраженного бара, однако строение внутренних областей галактики и наличие в них пыли не позволяет точно утверждать о его отсутствии, в некоторых случаях утверждается о наличии слабого бара. Балдж очень маленький, наблюдается крупная линза, которая имеет гораздо больший размер, чем возможный бар.
Этот объект входит в число перечисленных в оригинальной редакции «Нового общего каталога».